# 台66線
台66線（たいろくじゅうろくせん）は、桃園市観音区から同市大渓区に至る台湾の東西向快速公路であり、別称は「観音大渓快速公路（かんおんたいけいかいそくこうろ）」。

## 概要
- 全長：27.259Km
- 起点：桃園市観音区（台61線の交差地点）
- 終点：桃園市大渓区（県道112号甲線の交差地点）
- 経由地：

## 歴史
| 年 | 月日 | 事跡 |
| -- | ---- | ---- |

## 通過する自治体
- 桃園市
  - 観音区 - 新屋区 - 楊梅区 - 平鎮区 - 大渓区

## インターチェンジなど
| 起点から (km) | 施設名             | 接続路線名           | 備考                                                       | 所在地 | 所在地         |
| ------------- | ------------------ | -------------------- | ---------------------------------------------------------- | ------ | -------------- |
| 0.0           | 観音IC             | 台61線               | 2003年10月23日開通                                         | 桃園市 | 観音区         |
| 1.0           | 小飯レキ平面交差   | 台15線               | 2003年10月23日開通                                         | 桃園市 | 観音区         |
| 2.0           | 黄厝平面交差       | 桃89線               | 2003年10月23日開通                                         | 桃園市 | 観音区         |
| 2.5           | 黄厝平面交差       | 桃94線               | 2003年10月23日開通                                         | 桃園市 | 観音区         |
| 5.6           | 観音一IC           | 県道115号            | 2003年10月23日開通                                         | 桃園市 | 観音区         |
| 7.7           | 樹仔脚平面交差     | 桃84線               | 2003年10月23日開通                                         | 桃園市 | 観音区         |
| 9.1           | 富練橋平面交差     | 桃82線 桃84線        | 2003年10月23日開通                                         | 桃園市 | 新屋区         |
| 10.8          | 新屋IC             | 県道114号            | 2002年2月6日開通 2017年1月9日に立体交差の工事が完了した。  | 桃園市 | 新屋区         |
| 13.0          | 新屋一IC           | 台31線 桃79線 桃81線 | 2006年1月23日開通 2017年1月9日に立体交差の工事が完了した。 | 桃園市 | 新屋区         |
| 13.8          | 高榮、新榮立体交差 | 桃102線              | 2002年2月6日開通 2014年5月13日に立体交差の工事が完了した。 | 桃園市 | 新屋区、楊梅区 |
| 18.0          | 平鎮JCT            | 国道1号              | 2001年1月20日開通                                          | 桃園市 | 平鎮区         |
| 19.0          | 平鎮一IC           | 台1線                | 2001年1月20日開通                                          | 桃園市 | 平鎮区         |
| 20.7          | 平鎮二IC           | 県道113号            | 2001年1月20日開通                                          | 桃園市 | 平鎮区         |
| 23.2          | 平鎮三IC           | 県道113号甲線        | 2001年1月20日開通                                          | 桃園市 | 平鎮区         |
| 27.259        | 大渓端             | 県道112号甲線        | 2001年1月20日開通                                          | 桃園市 | 大渓区         |